# 太田泰昌
太田 泰昌（おおたやすまさ、生没年不詳）は戦国時代の武将。後北条氏家臣。

## 生涯
泰昌の血統は秀郷流であり、源姓江戸太田氏とは異なる。
天文3年（1534年）2月に鶴岡八幡宮の廻廊奉行の一人として見えるのが初見。この時は、玉縄衆の1人であったとみられるが、その後、河越衆、松山衆と配置換えされている。同10年（1541年）1月に武蔵河越城で戦功を挙げている。同23年（1554年）の下総国古河城攻略でも戦功を挙げている。
永禄2年（1559年）の「役帳」では、松山衆の寄親の1人として、相模国千代を本領に東郡須崎、梶原分、武蔵国吉見郡大串之内乙卯検見、比企郡戸森、上野国高嶋江の合わせて529貫120文を知行している。永禄6年（1563年）8月4日死去。